# Stjepan Deverić
Stjepan Deverić (Velika Gorica, 11 de abril de 1960) é um ex-futebolista profissional croata, que atuou pela ex-Iugoslávia, medalhista olímpico.

## Carreira
Stjepan Deverić pela Seleção Iugoslava de Futebol, jogou a Eurocopa de 1984, as Olimpiádas do mesmo ano.